# Байди (Вармінсько-Мазурське воєводство)
Байди (пол. Bajdy, нім. Boyden) — село в Польщі, у гміні Залево Ілавського повіту Вармінсько-Мазурського воєводства.
Населення — 187 осіб (2011).
У 1975-1998 роках село належало до Ольштинського воєводства.

## Демографія
Демографічна структура станом на 31 березня 2011 року:
|          | Загалом | Допрацездатний вік | Працездатний вік | Постпрацездатний вік |
| -------- | ------- | ------------------ | ---------------- | -------------------- |
| Чоловіки | 98      | 25                 | 67               | 6                    |
| Жінки    | 89      | 18                 | 51               | 20                   |
| Разом    | 187     | 43                 | 118              | 26                   |